# Solange Soares
Solange Paula Pereira Soares (ur. 1 lipca 1980 roku w Belo Horizonte) – brazylijska siatkarka, która ma obywatelstwo słowackie, była reprezentantka kadry narodowej Słowacji. Obecnie druga trenerka reprezentacji narodowej Słowacji.

## Sukcesy klubowe
Mistrzostwo Słowacji:
- 2001, 2002, 2003, 2004

Puchar Czech:
- 2008, 2009, 2010, 2011, 2012, 2013, 2014, 2015, 2016

Mistrzostwo Czech:
- 2009, 2010, 2011, 2012, 2013, 2014, 2015, 2016